# Gottfried Achenwall
Gottfried Achenwall (Elbląg, 20 ottobre 1719 – Gottinga, 1º maggio 1772) è stato un giurista, storico e filosofo tedesco dell'Università di Gottinga. Autore di manuali di diritto fra i più diffusi negli atenei tedeschi a partire dalla metà del XVIII secolo, il suo Jus naturae in usum auditorum, pars posterior fu utilizzato da Immanuel Kant nelle lezioni di diritto naturale.
Suo il merito di aver coniato la parola statistica ovvero scienza degli Stati, e di essersi occupato delle sue fondamenta specialmente con il trattato La costituzione degli stati europei nelle sue linee fondamentali del 1752 che ebbe ben sette edizioni.

## Pubblicazioni
- Abriß der neuen Staatswissenschaft der vornehmen Europäischen Reiche und Republiken, 1749, intitolato nelle edizioni successive Staatsverfassung der Europäischen Reiche im Grundrisse, 1752.
- Naturrecht (con Johann Stephan Pütter), 1750, 1753
- Jus Naturae, 2 volumi, 1755-56 ff, la settima edizione nel 1781 contenente una prefazione di Johann Henrick Christian de Selchow.
- Grundsätze der Europäischen Geschichte, zur politischen Kenntnis der heutigen vornehmsten Staaten, 1754, la seconda edizione del 1759 intitolata Die Geschichte der heutigen vornehmsten Staaten im Grundrisse
- Entwurf der Europäischen Staatshändel des 17. und 18. Jahrhunderts, 1756
- Staatsklugheit nach ihren ersten Grundsätzen, 1761
- Juris gentium Europaei practici primae lineae, 1775, incompiuto.